# Hrabstwo Limestone (Alabama)

Piramida wieku hrabstwa

Limestone – hrabstwo w stanie Alabama w USA. Populacja liczy 82 782 mieszkańców (stan według spisu z 2010 roku). Stolicą hrabstwa jest Athens.
Powierzchnia hrabstwa to 1572 km² (w tym 101 km² stanowią wody). Gęstość zaludnienia wynosi 56 osób/km². 

## Miejscowości
- Athens
- Ardmore
- Elkmont
- Lester
- Mooresville